# Rijksdorp (Heilige Roomse Rijk)
Een rijksdorp (Duits: Reichsdorf) was een rijksheerlijkheid in het Heilige Roomse Rijk. In tegenstelling tot een vrije rijksstad bezat het geen stadsrechten.
Rijksdorpen waren de resten van kroondomeinen; het laatste kroondomein verdween in de 15e eeuw. Zoals alle rijksheerlijkheden, vielen de landsheer van rijksdorpen enkel onder de Duitse keizer. Dit betekent dat ze geen herendienst verschuldigd en enkel belastingen betaalden aan het rijk. Ze hadden een grote zelfstandigheid, onder andere op het vlak van kerkelijke en onderwijsaangelegenheden. 
In de 14e eeuw waren er meer dan 100 rijksdorpen, maar hun aantal slonk geleidelijk aan door verpanding, schenking en onderwerping. In de landvoogdij Haguenau bijvoorbeeld lagen oorspronkelijk 50 rijksdorpen; na 1648 werden er 15 teruggebracht tot gewone heerlijkheden. In 1803, bij het einde van het Heilige Roomse Rijk werden ook de laatste rijksdorpen gemediatiseerd in de zogenaamde Reichsdeputationshauptschluss:
- De zogenoemde "vrijen op de Leutkircher Heide": de rijksdorpen Reichenhofen, Herlazhofen en Wuchsenhofen en de rijksstad Leutkirch (tegenwoordig allemaal deel van de gemeente Leutkirch im Allgäu)
- De dorpen in het Taunusgebergte: Sulzbach, Holzhausen (nu Burgholzhausen, deel van Friedrichsdorf) en Soden (nu Bad Soden am Taunus)
- De Neder-Frankische dorpen Gochsheim en Sennfeld
- Het Rijksdal van de Harmersbach